# Forcipomyia mengi
Forcipomyia mengi är en tvåvingeart som beskrevs av Liu och Yu 1996. Forcipomyia mengi ingår i släktet Forcipomyia och familjen svidknott. Inga underarter finns listade i Catalogue of Life.